# زبان فارسی در قرقیزستان
زبان فارسی در سال‌های نه‌چندان دور در قرقیزستان رایج بوده‌است و هم در دانشگاه‌ها و هم در تعداد زیادی از مدرسه‌ها تدریس می‌شده است. بیشتر واژگان مربوط به دین و تجارت در قرقیزستان از واژگان فارسی گرفته شده‌است. برخی از زبان شناسان تعداد واژگان فارسی در زبان قرقیزی را مشتمل بر ۱۲۰۰ واژه می‌دانند ولی به نظر می‌رسد که بسیار بیشتر از این مقدار باشد. در کتاب قرقیزنامه، سابقه زبان فارسی پیش از حمله روس‌ها بیان شده‌است به‌طوری‌که مردم نماز خود را به زبان فارسی ادا می‌کردند. زبان و ادب فارسی در فرهنگ و سنت‌های محلی قرقیزستان به‌ویژه در گویش مناطق جنوب غربی این کشور و دره فرغانه گسترده‌تر است. بسیاری از مکان‌های تاریخی قرقیزستان نام فارسی دارند و صدها واژه و اصطلاح فارسی مانند نان، داروخانه، آش‌خانه، چای‌خانه، کوچه، پیغمبر، فرشته، دوزخ و بهشت در زندگی روزمره مردم قرقیزستان کاربرد دارد. پیش از سلطه شوروی بر قرقیزستان، بیشتر فرمان‌ها و مکتوبات و سندهای زمین و وقف‌نامه‌ها به زبان فارسی نوشته می‌شده‌است. نخستین بیانیه‌های بلشویک‌ها که برای مردم این مناطق صادر می‌شد، به زبان فارسی ترجمه می‌شد. در تدوین بزرگ‌ترین سرمایه قومی و مظهر هویت ملی قرقیزستان یعنی حماسه مناس نیز رد پای زبان و ادب فارسی مشخص است به‌طوری‌که این حماسه از شاهنامه فردوسی اثر زیادی گرفته‌است.

## تدریس زبان فارسی در قرقیزستان
به علت گرایش‌های فرهنگی و فرهنگ مشترک قرقیزستان با ایران، به ویژه بخش‌های جنوبی قرقیزستان، زبان فارسی مورد توجه این کشور قرار گرفته‌است و در دانشکده خاورشناسی دانشگاه علوم انسانی بیشکک از سال ۱۹۹۵ زبان فارسی تدریس می‌شود. با فعالیت رایزنی‌های فرهنگی ایران، توجه بیشتری به یادگیری زبان فارسی شد و در سال‌های اخیر، زبان فارسی به‌عنوان زبان دوم، در برخی مدارس قرقیزی تدریس می‌شود. هم‌اکنون در دانشگاه‌های علوم انسانی قرقیزستان، دانشگاه ملی، دانشگاه آربایف، دانشگاه اسلاویانسکی بیشکک، دانشگاه دولتی اوش و بسیاری از مدرسه‌های قرقیزستان، زبان فارسی آموزش داده می‌شود. سلطان مامبتکالی‌اف رئیس دانشگاه چوی قرقیزستان جستجو در تاریخ و فرهنگ ایران از راه فراگیری زبان فارسی را برای بازیابی هویت تاریخی و ملی قرقیزستان، مهم ارزیابی کرده‌است. نورسلطان کانیبکاف از مدرسان زبان فارسی در قرقیزستان در سال ۱۳۹۴ در گفتگو با خبرگزاری فارس بیان کرد که ۵۰۰ دانش‌آموز در بیشکک به آموختن زبان فارسی مشغول هستند. در شهریور ۱۳۹۶ در دیدار علی حکیم‌پور رایزن فرهنگی ایران در قرقیزستان با تابالدیف کوبانیچ‌بک، رئیس خبرگزاری رسمی «خبر» قرقیزستان بر راه‌اندازی بخش فارسی خبرگزاری رسمی قرقیزستان توافق شد. در سال ۱۳۹۰ مرکز ایران‌شناسی و آموزش زبان فارسی در مرکز تربیت نیروهای دیپلماتیک و سیاسی قرقیزستان در بیشکک افتتاح شد. همچنین در سال ۱۳۹۱ مرکز آموزش زبان فارسی گلستان وابسته به مؤسسه انتشارات بین‌المللی الهدی با حضور سفیر ایران در بیشکک گشایش یافت. در ۱۶ آذر ۱۳۹۵ المپیاد زبان فارسی در سه سطح مقدماتی، متوسط و پیشرفته با همکاری رایزنی فرهنگی جمهوری اسلامی ایران و بنیاد سعدی و دانشکده شرق دانشگاه علوم انسانی بیشکک در بیشکک برگزار شد.

## تأثیر زبان فارسی بر زبان قرقیزی
با گسترش مراودات ایران، ترکستان غربی و ترکستان شرقی در طول تاریخ و قرون متوالی، دامنه این داد و ستدها به ادبیات و زبان نیز کشیده شده‌است. زبان فارسی نقش زبان میانجی در آسیای مرکزی، شبه قاره هند و آسیای کوچک را داشته‌ است. زبان فارسی هم در واژگان و هم در دستور زبان، شعر، موسیقی و فرهنگ و هنر سرزمین‌های نام برده شده نقش پررنگی داشته‌است. بیشتر واژگان دین و تجارت در زبان قرقیزی هنوز پارسی است.

## وام‌واژه‌های زبان فارسی در زبان قرقیزی
بررسی حدود ۵۰۰ وام‌واژه زبان فارسی در زبان قرقیزی نشان می‌دهد ۲۱۷ واژه در هر دو زبان از تلفظ یکسان برخوردارند، ۲۱ واژه مشترک در فارسی امروز دچار تغییر معنا شده‌است و ۲۱ واژه هم مشترک هستند. زبان قرقیزی نیز همانند دیگر زبان‌های ترکی، آسیای مرکزی، قفقاز و ترکیه واژگان فراوانی از زبان فارسی به وام گرفته‌است. برخی از واژگان همانند فارسی تلفظ می‌شوند مانند نان، ارزان، پرده و برخی از واژگان فارسی و عربی مانند پیل (فیل)، طرف (طرپ)، وقت (اوباقیت)، وصیت (اوصیات) در اثر فقدان برخی از حروف مثل ف، و، ه، ی در زبان قرقیزی به صورت‌های دیگری درآمده‌است. برخی کلمات فارسی نیز مانند جارنامه به معنی آگهی که در ایران امروز فراموش شده‌است در زبان قرقیزی کاربرد دارد. برخلاف سایر زبان‌های ترکی، تعداد واژگان فارسی در زبان قرقیزی بیشتر از زبان عربی است. در حدود ۱۴۶۷ واژه فارسی و ۹۲۳ واژه عربی در فرهنگ واژگان قرقیزی وجود دارد که واژگان عربی نیز از راه زبان فارسی وارد زبان قرقیزی شده‌است. زبان قرقیزی از ۳ گویش عمده شمالی، جنوب شرقی و جنوب غربی برخوردار است که هر یک به سبب فراوانی مهاجرت قومی، سیر تحولی جداگانه داشته‌است و گروه گویش جنوب غربی به شدت تحت‌تاثیر زبان‌های ایرانی قرار دارد. وام‌واژگان در ۶ گروه تقسیم شده‌است:
1. واژگانی که از تلفظی یکسان در قرقیزی و فارسی برخوردارند؛
2. واژگانی که در فارسی امروزی تغییر معنایی یافته‌اند؛
3. واژگان مربوط به خانه، ساختمان و وسایل و اثاثیه خانگی؛
4. واژگان مربوط به زمان (اسامی روزهای هفته)؛
5. پسوندها و پیشوندهایی از فارسی همانند «بی»، «گر»، «چه»، «چی» و «گش» در زبان قرقیزی؛
6. وام‌واژگان عربی مشترک در فارسی و قرقیزی (مرتبط با زمینه‌های مذهبی).[۹]